# Delta Andromedae
Delta Andromedae (31 Andromedae) é uma estrela binária na direção da constelação de Andromeda. Possui uma ascensão reta de 00h 39m 19.60s e uma declinação de +30° 51′ 40.4″. Sua magnitude aparente é igual a 3.27. Considerando sua distância de 101 anos-luz em relação à Terra, sua magnitude absoluta é igual a 0.81. Pertence à classe espectral K3III.... É uma estrela variável suspeita.